# Вулиці Великої Димерки
Вулиці Великої Димерки — список урбанонімів (вулиць, провулків, тощо) смт Велика Димерка, що у Броварському районі Київської області.
Список складений за абеткою.
| Назва за абеткою      | Тип      | Короткі відомості про урбанонім                               | Місцевість                     |
| --------------------- | -------- | ------------------------------------------------------------- | ------------------------------ |
| Андрія Зеленого       | вулиця   |                                                               | Оболонь, Попівка               |
| Балюкова              | вулиця   | колишня назва — Пугачова                                      |                                |
| Барвиста              | вулиця   |                                                               |                                |
| Барвінкова            | вулиця   |                                                               |                                |
| Берегова              | вулиця   |                                                               | Міхов                          |
| Березнева             | вулиця   |                                                               | Ситов                          |
| Берестейська          | вулиця   |                                                               |                                |
| Благовіщенська        | вулиця   |                                                               |                                |
| Благодатна            | вулиця   |                                                               |                                |
| Бобрицька             | вулиця   |                                                               | Центр, Голубинка, Грижков      |
| Бобрицький            | провулок |                                                               | Шевченка                       |
| Богданівська          | вулиця   |                                                               | Міхов, Губське, Горбок, Лигин  |
| Богданівський         | провулок |                                                               | Півньова гора                  |
| Богдана Хмельницького | вулиця   |                                                               | Парникова                      |
| Броварська            | вулиця   |                                                               | Центр, Шлях                    |
| Бузинова              | вулиця   |                                                               |                                |
| Василя Симоненка      | вулиця   | колишня назва — Ст. Разіна                                    |                                |
| Василя Стуса          | вулиця   | колишня назва — Курчатова                                     |                                |
| Введенська            | вулиця   | колишня назва — Комсомольська[джерело?]                       | Парникова                      |
| Вербна                | вулиця   | колишня назва — Кірова (провулок)[джерело?]                   |                                |
| Вереснева             | вулиця   | колишня назва — Калініна[джерело?]                            | Димерка                        |
| Весняна               | вулиця   |                                                               |                                |
| Виноградна            | вулиця   |                                                               |                                |
| Вишнева               | вулиця   |                                                               | Між Горбоком та Голубинкою     |
| Відрадна              | вулиця   |                                                               |                                |
| Відродження           | вулиця   |                                                               | Півньова гора                  |
| Воздвиженська         | вулиця   |                                                               |                                |
| Вокзальна             | вулиця   |                                                               | Димерка, Горбок, Півньова гора |
| Володимира Івасюка    | вулиця   | колишня назва — Чапаєва                                       |                                |
| Волошкова             | вулиця   |                                                               |                                |
| Воскресенська         | вулиця   |                                                               |                                |
| Гайова                | вулиця   |                                                               |                                |
| Героїв Азова          | вулиця   | колишня назва — Пушкіна (провулок)                            |                                |
| Гоголівська           | вулиця   |                                                               | Міхов                          |
| Городня               | вулиця   |                                                               | Ситов, Повалушки               |
| Гостинна              | вулиця   |                                                               |                                |
| Грушевського          | вулиця   |                                                               |                                |
| Джерельна             | вулиця   |                                                               |                                |
| Докучаєва             | вулиця   |                                                               |                                |
| Євдокії Безсмертної   | вулиця   |                                                               |                                |
| Євтушенка             | вулиця   |                                                               |                                |
| Жовтнева              | вулиця   |                                                               |                                |
| Залізнична            | вулиця   |                                                               |                                |
| Заліська              | вулиця   |                                                               |                                |
| Затишна               | вулиця   |                                                               |                                |
| Зелена                | вулиця   |                                                               |                                |
| Злагоди               | вулиця   | колишня назва — Челюскінців                                   |                                |
| Зоряна                | вулиця   |                                                               |                                |
| Івана Виговського     | вулиця   |                                                               |                                |
| Калинова              | вулиця   |                                                               |                                |
| Каштанова             | вулиця   |                                                               |                                |
| Квітнева              | вулиця   |                                                               |                                |
| Квітневий             | провулок |                                                               |                                |
| Київська              | вулиця   |                                                               |                                |
| Княгині Ольги         | вулиця   | колишня назва — Чехова                                        |                                |
| Князя Острозького     | вулиця   | колишня назва — Ворошилова (провулок)                         |                                |
| Комунальна            | вулиця   |                                                               |                                |
| Котляревського        | вулиця   |                                                               |                                |
| Коцюбинського         | вулиця   |                                                               |                                |
| Красилівська          | вулиця   |                                                               |                                |
| Лесі Українки         | вулиця   |                                                               |                                |
| Липнева               | вулиця   |                                                               |                                |
| Лисовська             | вулиця   | колишня назва — Ніколаєва                                     |                                |
| Лісова                | вулиця   |                                                               |                                |
| Літківська            | вулиця   |                                                               |                                |
| Лугова                | вулиця   |                                                               |                                |
| М. Лисенка            | вулиця   | колишня назва — Горького                                      |                                |
| Малинова              | вулиця   | колишня назва — Дімітрова[джерело?]                           |                                |
| Мальовнича            | вулиця   |                                                               |                                |
| Марії Миронець        | вулиця   |                                                               |                                |
| Медичний              | провулок |                                                               |                                |
| Медова                | вулиця   |                                                               |                                |
| Механізаторів         | вулиця   |                                                               |                                |
| Миру                  | вулиця   |                                                               |                                |
| Михайлівська          | вулиця   | колишня назва — Крупської[джерело?]                           |                                |
| Михайлівський         | вулиця   |                                                               |                                |
| Молодіжна             | вулиця   |                                                               |                                |
| Морозова              | вулиця   |                                                               |                                |
| Музейна               | вулиця   | колишня назва — Макаренка (провулок)                          |                                |
| Незалежності          | вулиця   |                                                               |                                |
| Ніжинська             | вулиця   |                                                               |                                |
| Оболонська            | вулиця   | колишня назва — Макаренка                                     |                                |
| Озерна                | вулиця   |                                                               |                                |
| Окружна               | вулиця   |                                                               |                                |
| Олімпійська           | вулиця   |                                                               |                                |
| Освіти                | вулиця   |                                                               |                                |
| Павла Поповича        | вулиця   |                                                               |                                |
| Павла Скоропадського  | вулиця   | колишня назва — Лермонтова                                    |                                |
| Паркова               | вулиця   |                                                               |                                |
| Парникова             | вулиця   |                                                               |                                |
| Печерська             | вулиця   | колишня назва — Пушкіна, Героїв Азова                         |                                |
| Пилипа Орлика         | вулиця   |                                                               |                                |
| Пилипа Орлика         | провулок |                                                               |                                |
| Пирогова              | вулиця   | колишня назва — Пірогова                                      |                                |
| Південна              | вулиця   |                                                               |                                |
| Південний             | провулок |                                                               |                                |
| Північна              | вулиця   |                                                               |                                |
| Покровська            | вулиця   | колишня назва — Петровського[джерело?]                        |                                |
| Польова               | вулиця   |                                                               |                                |
| Польовий              | провулок |                                                               |                                |
| Поштова               | вулиця   |                                                               |                                |
| Преобреженська        | вулиця   |                                                               |                                |
| Привітна              | вулиця   |                                                               |                                |
| Промислова            | вулиця   | колишня назва — Радгоспна                                     |                                |
| Прорізна              | вулиця   |                                                               |                                |
| Райдужна              | вулиця   |                                                               |                                |
| Різдвяна              | вулиця   | колишня назва — Леніна (провулок)                             |                                |
| Родинна               | вулиця   |                                                               |                                |
| Садова                | вулиця   |                                                               |                                |
| Світанкова            | вулиця   | колишня назва — Котовського                                   |                                |
| Свято-Георгіївська    | вулиця   | колишня назва — Ворошилова, Чмелівська                        | Чмелівка                       |
| Сергія Корольова      | вулиця   | колишня назва — Гагаріна                                      | Губське                        |
| Ситюкова              | вулиця   | колишня назва — Кірова[джерело?]                              |                                |
| Сім'ї Сидоренків      | вулиця   |                                                               |                                |
| Січнева               | вулиця   |                                                               |                                |
| Сковороди             | вулиця   |                                                               |                                |
| Соболівська           | вулиця   | колишня назва — Пархоменка                                    |                                |
| Соборна               | вулиця   | центральна вулиця; колишня назва — Леніна; протяжність 2,4 км | центр                          |
| Сонячна               | вулиця   |                                                               |                                |
| Степова               | вулиця   |                                                               |                                |
| Стрітенська           | вулиця   |                                                               |                                |
| Тарасівська           | вулиця   |                                                               |                                |
| Тиха                  | вулиця   | колишня назва — Некрасова                                     |                                |
| Тополина              | вулиця   |                                                               |                                |
| Травнева              | вулиця   | колишня назва — Першотравнева                                 |                                |
| Українська            | вулиця   | колишня назва — 51 км Санкт-Петербурзького шосе               |                                |
| Франка                | вулиця   |                                                               |                                |
| Чернігівська          | вулиця   |                                                               |                                |
| Шевченка              | вулиця   |                                                               |                                |
| Щорса                 | вулиця   |                                                               |                                |
| Щорса                 | провулок |                                                               |                                |
| Яблунева              | вулиця   | колишня назва — 60 років СРСР[джерело?]                       |                                |
| Янтарна               | вулиця   |                                                               |                                |